# Olösta problem i kemi
Olösta problem i kemi består av stora frågor inom de olika fälten av kemi som visat sig mycket svåra att besvara och som är av stor vetenskaplig betydelse, vissa av dem även i filosofisk mening.

## Olösta problem i analytisk kemi och kemisk praktik
Analytisk kemi är vetenskapen om hur man kan genom den mest precisa metod som möjligt avgöra en viss mängd materias uppbyggnad. Flera metoder som används inom analytisk kemi tillämpas också åtminstone till en viss del hos de flesta övriga fälten inom kemi.

### Mätproblemet
I analytisk kemi studeras ett ämnes beståndsdelar och struktur. Analysen kan vara både kvalitativ och kvantitativ. I en kvalitativ metod studeras vilka ämnen som ingår i ett prov (både vilka grundämnen som ingår och vilken kemisk struktur som föreligger kan räknas hit). I en kvantitativ analys studeras hur mycket av ett visst ämne som ingår i ett prov. Båda dessa former av analys lider av ett grundläggande problem, nämligen den inhemska osäkerheten hos mätning av någon form av materia.
Ett klassiskt exempel på detta är t.ex. att mäta volymen av en viss mängd vatten. Då vattenmolekylen är en dipol har vatten en ytspänning. Om man häller upp vatten som ska mätas i ett mätglas till cirka 45 ml i enlighet med de markerade linjerna, betyder det ändå inte att man faktiskt har hällt upp 45 ml vatten. Ytspänningen gör nämligen att vattnet får en konkav yta som innebär att man måste uppskatta osäkerheten mellan 44 ml och 45 ml. I de flesta fall är detta inget större hinder för analytiska kemister, och oftast är den lilla felmarginalen försumbar. Men i vissa fält såsom forensisk vetenskap kan, i sällsynta fall, även mycket små felmarginaler ge upphov till falska positiv eller falska negativ hos prover, vilket underminerar rättssäkerheten.
Det finns utvecklade mätmetoder som är mycket exakta, men dessa är kostsamma och inte alltid lämpliga.

### Molekylär paleontologi
Molekylär paleontologi delas in i två läger:
- Traditionell molekylär paleontologi: Undersökningen av fossila eller kemiska rester av de tidigaste formerna av liv, t.ex. lipider inbäddade i sedimentära bergarter.
- Modern molekylär paleontologi: Undersökningen av biokemiska efterlämningar från de tidigaste formerna av liv.

Det saknas fortfarande till stor del tillräckliga kemiska verktyg för att få fram ett korrekt utlåtande gällande gammalt biokemiskt material. Den relativt nya forskningen om ribozymer är ett bra exempel då det ännu återstår många pusselbitar helt enkelt endast för att lämplig teknik saknas.

## Olösta problem i biokemi
Biokemi är den del av kemin som studerar de molekyler och kemiska processer som förekommer i levande organismer. Denna vetenskapliga disciplin står nära molekylärbiologi och genetik, men är annorlunda i den mening att biokemister studerar de kemiska processer som sker i levande organismer, medan molekylärbiologer och genetiker studerar huvudsakligen hur olika system inuti cellen interagerar med flödet av genetisk information. Biokemin har flera olika inriktningar som blivit ikoniska för disciplinen, såsom Neurokemi som är läran om hjärnans kemiska uppbyggnad och funktion. Vissa fält involverar också organisk kemi, såsom läkemedelskemi som är läran om hur vissa ämnen kan verka i läkande eller behandlande syfte, samt syntesen av dessa ämnen.

### Livets kemiska ursprung
Hur kom icke levande kemiska föreningar att generera självreproducerande, komplexa livsformer?

#### 1. Genetikens urmolekyl
Fanns det en genetisk molekyl innan DNA och RNA?

#### 2. Artificiellt liv
Kan vi modifiera liv och t.om. skapa konstgjort liv i laboratorier?

#### 3. Kiselbaserat liv
Fungerar kisel som grund för liv istället för kol?

#### 4. Avsaknad av joner
Kan liv uppstå utan joner? Joner är en förutsättning för allt liv vi känner till. Natrium, kalium, kalcium och andra joner spelar en viktig roll i levande organismers celler, särskilt i cellmembran. Men är det möjligt att liv kan bildas utan dessa mineraler?

### Strukturering av RNA
Är det möjligt att exakt förutsäga den sekundära, tertiära och kvartära strukturen hos en RNA-sekvens baserad på dess miljö?

### "Bättre-än-perfekta"-enzymer
Varför uppvisar vissa enzymer reaktioner som är snabbare än vad kända kemiska principer anger borde vara möjligt

### Levinthals paradox
Levinthals paradox anger att antalet möjliga veckningsformer en polypeptid-kedja kan inta är så stort, att det skulle ta ett protein längre tid att gå igenom samtliga veckningar för att hitta den vars energi är lägst än vad universum är gammalt.
Ett par lösningar på paradoxen har föreslagits av flera framstående kemister, men ännu har ingen bevisats korrekt.

### Botande av ohälsa och smärta
Kommer biokemister någonsin att kunna skapa perfekta mediciner, behandlingar eller botemedel?

#### 1. Biokemisk manipulering
- Biosyntes i framtiden? Kan önskade molekyler produceras i högt utbyte genom biosyntetisk manipulation?
- Protein design:  Är det möjligt att konstruera aktiva proteiner för att t.ex. reparera DNA?

#### 2. Infektionsbehandling
- Kan vi hitta en permanent ersättning till antibiotika för att behandla bakteriella infektioner?
- Kan vi också hitta en permanent ersättning till dagens antivirala läkemedel (såsom tamiflu) för att behandla virusinfektioner?

#### 3. Övrigt
- Kan vi skräddarsy läkemedel för individers genetiska uppsättning för att få ut bästa effekt?
- Kan vi skapa psykofarmaka utan bieffekter för psykiska tillstånd? Psykofarmaka förbättras ständigt, men ändå slutar många psykiskt sjuka att ta sin medicin på grund av bieffekter. Går det att skapa en perfekt medicin, eller rent av en bot?
- Kan vi skapa en helt säker och effektiv smärtlindring?

### Hjärnans kemi
Vi förstår fortfarande lite om de kemiska reaktioner som pågår i hjärnan t.ex. under sömn, eller vid sjukdomstillstånd såsom neuroser och psykos. Men ännu djupare frågor såsom hur medvetenhet uppstår, hur vårt minne fungerar, eller hur vi ens kan utföra kognitiva handlingar är i grund och botten en fråga om hur den komplicerade kemin fungerar i hjärnan.

### Cellmembranets kemiska trafik
Vi har börjat lära oss om funktionen hos många av de viktigaste beståndsdelarna som behövs för proteinutsöndring och endocytos. Men många frågor kring cellmembranet återstår att besvara.

### Homokiralitet hos aminosyror och kolhydrater
Ett ämne sägs vara homokiralt om alla de ingående enheterna är molekyler av samma kirala form. En vanlig egenskap hos aminosyror och socker är homokiralitet. Det är ännu oklart om homokiralitet har ett syfte.

### Uppkomsten av socker i en prebiotisk värld
Hur kom kolhydrater att börja existera i den prebiotiska världen? Ett svar på den frågan är en förutsättning för att också förklara uppkomsten av RNA.

### Biokemiska makromolekyler
Vi förstår små enkla molekyler relativt väl och vi har en god förståelse för bulkmaterial. Däremot förstår vi inte vad som händer mellan molekyler som är i storleksordningen på biologiska makromolekyler såsom t.ex. hemaglobin.

### Cellens komplexitet
Komplexiteten i ens den enklaste cellen är bortom vår beräkningskapacitet. Det är mycket mer effektivt att betrakta cellen helt abstrakt för att få en önskad fenotyp än att prova det reduktionistiska förhållningssättet och bygga upp den komplexa kemin från grunden.
För närvarande är matematiska metoder på systemnivå begränsade till nätverksanalys där kemiska komponenter i cellen är starkt reducerade till noder i ett biokemisk nätverk (inte olikt det sätt människor är starkt reducerade till noder i ett socialt nätverk). Olika statistiska och topologiska metoder försöker att karakterisera dessa nätverk. Men de är i en djupare bemärkelse mycket statiska och misslyckas med att fånga mycket kring den betydande komplexiteten och dynamiken i cellens kemi.

### Virusets identitet
Är virus levande biologiska varelser, eller endast döda kemiska ting? Virus befinner sig i gråzonen mellan biologi och kemi, vilket har skapat denna debatt som pågår än idag. Ett virus har arvsmassa och kan utföra handlingar som är långt mer komplicerade än vad som är förväntat av ett kemiskt system, men saknar samtidigt fortplantningsförmåga och måste manipulera andra celler för att kopiera sig själv.

## Olösta problem i organisk kemi, oorganisk kemi och överskridande fält
Organisk kemi är vetenskapen om kolföreningarnas kemi. Organiska föreningar innehåller alltid kol och ofta väte, och ofta även andra grundämnen. Atomer som ofta ingår i organiska föreningar är syre, kväve, halogener, och ibland fosfor eller svavel. Organiska molekyler som består av enbart kol och väte benämns kolväten. Organisk kemi står väldigt nära biokemi och de två sammanflätas i t.ex. lantbruksvetenskap.
Oorganisk kemi är den delen av kemin som handlar om oorganiska föreningar. Kemiska föreningar av huvuddelen av grundämnena räknas som oorganiska, men den enorma mängden kolföreningar räknas (med några få undantag) däremot till den organiska kemin. Även enkla föreningar av kol, som inte innehåller väte, räknas som oorganiska, till exempel själva grundämnet kol, koldioxid, karbonater och karbider. Begreppet oorganisk kemi kommer sig av att det ursprungligen syftade på de kemiska föreningar som inte hörde ihop med levande organismer.
Den oorganiska och organiska kemin sammanflätas i bland annat den metallorganiska kemin.

### Effektivisering av världens matproduktion
Kommer biokemister och organiska kemister att kunna effektivisera matproduktionen för att kunna föda en växande världsbefolkning?

### Noll negativ påverkan på biosfären
Kommer vi att kunna slippa föroreningar och utsläpp i vår miljö?

### Organiska reaktioner vid vatten-organiskt gränssnitt
Hur påskyndar egentligen vatten organiska reaktioner?

### Alfa-effekten
Alfa-effekten avser den ökade nukleofila egenskapen av en molekyl på grund av närvaron av en intilliggande (alfa-) atom med ensamma elektronpar. Molekylen behöver inte nödvändigtvis uppvisa ökande basförmåga jämfört med en liknande molekyl utan en intilliggande elektrondonerande atom. Effekten är väl etablerad med många teorier för att förklara effekten men utan en klar vinnare.

### Samspelet mellan organiskt material och metaller
Det saknas fortfarande förklaringar till hur organiskt material kan binda sig med ickelevande metaller.
- Vad är anledningen till starka band mellan organiska svavelföreningar och guld?
- Hur kan levande vävnad binda sig med titan?

### Kalltryckssvetsning
Vi vet fortfarande lite om hur metaller lyckas binda sig med andra metaller i vakuum.
- Hur undviker vi problemet vid rymd-utforskning?
- Hur sker processen på en nanonivå?

### Ädelgasjoner
Ädelgaser såsom helium kan inte normalt binda sig med andra atomer då de har ett fullt antal valenselektroner i sitt yttre elektronskal. Kemister i Österrike har dock nyligen funnit att helium har förmåga att ge upp sina två enda elektroner och bli en dubbelt positiv katjon vid interaktion med vissa typer av fullerener vid tillräckligt låga temperaturer för helium att vara i ett flytande aggregationstillstånd. Delar de övriga ädelgaserna också denna förvånansvärda förmåga?

## Olösta problem i materialkemi och kemiteknik
Materialkemi är bruk av kemiska kunskaper för att producera nya ämnen och material, men är även studerande av ett materials molekylära struktur. Nanokemi är ett nytt lovande fält inom materialkemi som kan appliceras till flera andra fält inom kemi.
Kemiteknik är användandet av kemi inom industrin och ingenjörsvetenskap.

### Oxidering hos oädla metaller
Ett stort problem inom bland annat industrin är rost vilket medför begränsad livslängd hos metallstrukturer. Om man skulle kunna simulera ädelmetallers icke-reaktiva förmåga gentemot syre hos legeringar istället så skulle vi drastiskt förlänga livslängden hos dessa strukturer. Men vi skulle också bli mindre beroende av sällsynta metaller såsom guld, silver och platina.

### Lims mysterium
Lim och klister gör många industrier möjliga, och de flesta personer använder dem i det vardagliga livet. Men det finns många frågor kring hur de flesta former av lim och klister egentligen kan mekaniskt sammanbinda med annat material.

### Artificiellt kretslopp
Kommer vi någonsin att kunna återvinna allt material till det fullaste?

### Adsorption
Adsorption är ett ytkemiskt fenomen, och innebär att ett gasformigt ämne eller ett ämne löst i en vätska fastnar eller finns i anrikad form på ytan av ett fast material eller en vätska. Kunskap om hur detta fenomen sker är viktig för teknikvetenskap och kemisk industri. Adsorption förklarar t.ex. varför järn rostar, hur bränsleceller fungerar och hur bilens katalysator arbetar. Det finns dock ännu ingen riktig förklaring till hur processerna bakom adsorption fungerar.

### Mohs hårdhetsskala
Var går gränsen för hur högt upp på Mohs hårdhetsskala ett material kan hamna? Just hur tåliga kan kemiska bindningar egentligen bli gentemot yttre mekaniska krafter?

### Effektivisering av ALD
Atomic layer deposition (ALD) är en tunnfilms-avsättningsteknik som är baserad på den sekventiella användningen av en gasfaskemisk process. Majoriteten av ALD reaktioner använder två kemikalier, vanligtvis kallade prekursorer. Dessa prekursorer reagerar med en yta, ett i taget på ett sekventiellt, själv-begränsande sätt. Genom att utsätta de prekursorer till tillväxtytan upprepade gånger, skapas en tunn film. ALD används mycket inom den elektroniska industrin.
Den största begränsningen av ALD är dess långsamhet, vanligtvis endast en bråkdel av ett monoskikt är avsatt i en cykel. Många tekniskt viktiga material (Kisel, Germanium, flera oxider och vissa metaller) kan för närvarande inte deponeras av ALD på ett kostnadseffektivt sätt. Det finns dessutom alltid en risk för rester att fastna. Hur kan kemister överkomma dessa problem?

### Molekylär geometri
Molekylär geometri (kallas också kemisk topologi) är den tredimensionella ordningen av de atomer som utgör en molekyl. Den bestämmer flera av dess viktiga egenskaper, såväl kemiska som fysikaliska. Det finns för närvarande flera obesvarade frågor som rör detta vetenskapliga fält.
- Hur små kan molekylära knopar vara?
- Hur starka är banden i dessa knopar?
- Hur komplicerade kan dessa knopar vara?
- Kan man göra en så kallad whitehead link?

### Toxicitet hos nanopartiklar
Vi förstår fortfarande mycket lite om hur ämnen och material som är ofarliga på en makroskopisk nivå, blir skadliga eller rent av dödliga på en nano-nivå.

### Vattenfiltrering

#### 1. Tillgång till rent dricksvatten
Tillgången till rent dricksvatten varierar kraftigt med geografi och många regioner står redan inför svår brist. Världshälsoorganisationen uppskattar att 1,4 miljoner barns liv skulle kunna räddas varje år om de hade tillgång till rent vatten. Åtgärder krävs nu för att lösa dessa problem.
Vattenrening måste göras mer energieffektiv. De kemiska vetenskaperna har en dubbel roll att spela i att behandla vatten, genom att göra det drickbart och även genom att ta bort föroreningar från avfallsflöden.

#### 2. Effektivisering av desalinering
För att trygga sin tillgång till färskvatten måste vissa torra delar av världen ta till avsaltning av havsvatten. Detta är dock fortfarande en mycket dyr och ineffektiv process. Kan materialkemister skapa filter som mer effektivt silar salt från havsvatten?

### Termisk rusning
Termisk rusning inträffar när reaktionshastigheten ökar på grund av en ökning i temperatur, vilket leder till en ytterligare ökning i temperatur och därmed en ytterligare ökning av reaktionshastigheten.
Detta har bidragit till flera kemikalieolyckor inom industrin såsom en katastrofal frigöring av en stor volym av metylisocyanat gas från en Union Carbide-fabrik nära Bhopal i Indien år 1984. Ett svenskt exempel är branden i Northvolts laboratorium i Västerås den 25 december 2021. Kan vi någonsin helt eliminera risken för att termisk rusning ska uppstå?

### Materiell manipulering
- Vad är framtiden för nanoteknik? Vad är t.ex. den bästa tillämpningen för fullerener (komplexa artificiella kolstrukturer) och innebär det någon fara för människor och miljö?
- Vad är framtiden för Friformsframställning? Kommer hembruk av 3D-skrivare att fortsätta vara begränsat till att endast kunna pränta i vissa plaster, eller kommer helt andra material att kunna bli praktiskt och ekonomiskt överkombara för privatpersoner?[22][67][68]

### Kompressionsmaterial
Från fibrer som är oerhört starka, såsom kevlar eller silke, så kan man skapa användbara material. Till exempel har man lyckats skapa genomskinliga linser av silke genom komprimering. Tekniken är dock begränsad och mycket forskning återstår kring hur man kan effektivisera processen och göra den kostnadseffektiv. Många idag använda material, såsom glas, bomull eller ull, skulle helt kunna ersättas av material såsom silke, eller hampa t.ex. för tillverkning av tekniska komponenter, rep, eller skyddsutrustning etc.

### Kemisk elektronik
- Kan vi bygga datorkomponenter med kol som grund istället för kisel?[22][67][68]
- Vad är applikationen av elektronik bestående av endast en molekyl?[70][71]

### Supraledning
Hur kan man göra en Högtemperatursupraledare?

### Ersättning till plast
Oljereserverna som krävs för att idag tillverka plast kommer en dag att ta slut. Kan vi skapa en ersättning till plast? Eller kan vi kanske skapa plast från organiska polymerer, såsom cellulosa istället?

### Molekylära maskiner

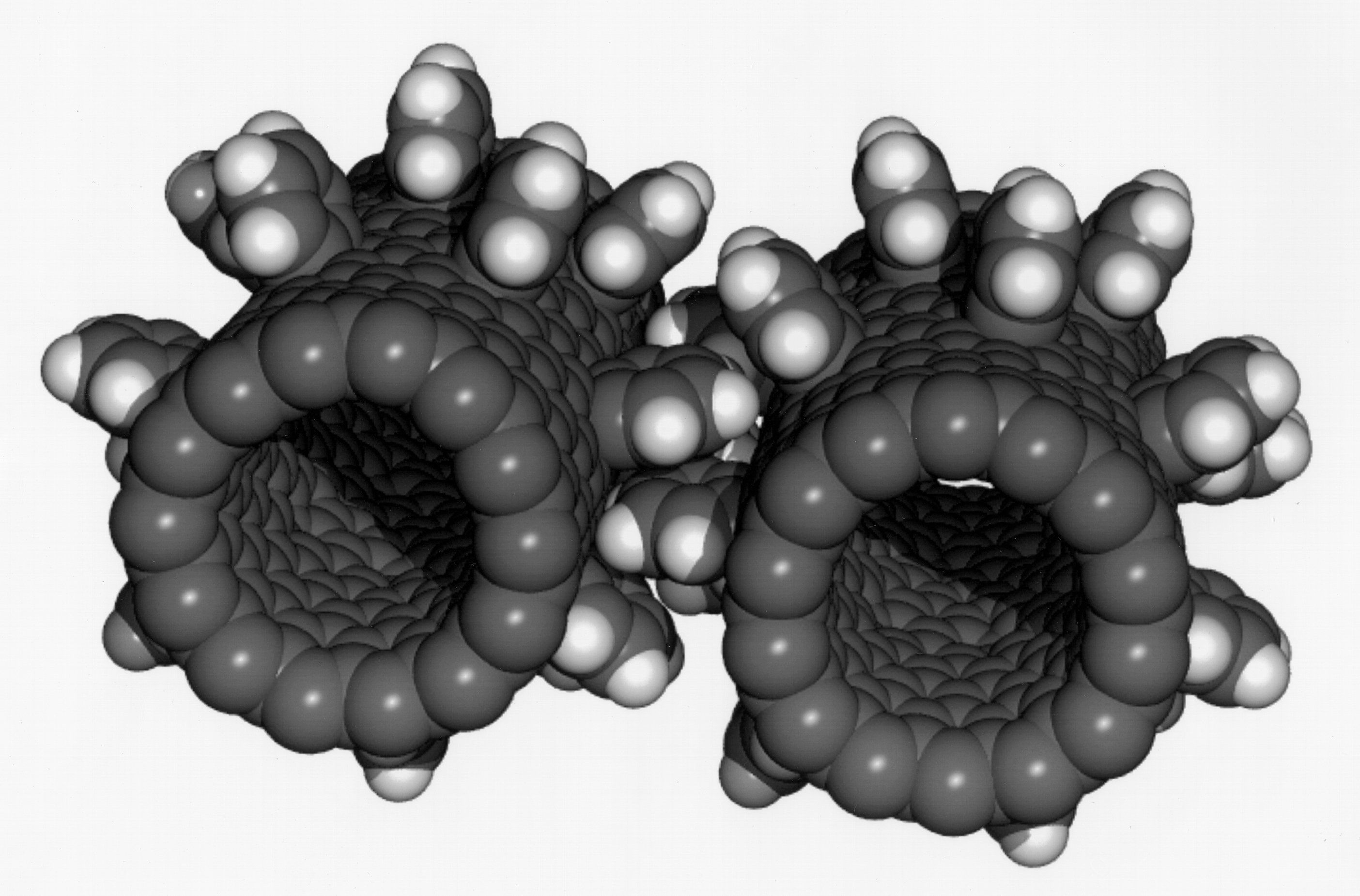
Fullerener som kugghjul på nanonivå.

Nobelpriset i kemi år 2016 utdelas för utvecklandet av molekylära maskiner. Detta är molekyler som tack vare specialiserad geometri kan utföra komplicerade uppgifter i kemiska system utan att nödvändigtvis förbrukas. Fortfarande så är denna nya del av kemi i sin vagga, men redan har imponerande molekyler skapats. Möjligheterna är hisnande och många framtida vetenskapliga upptäckter hänger på utveckling inom detta fält. Utmaningarna är dock fortfarande överväldigande och det finns en hel del olösta problem för framgång, ofta rörande topologi.

## Olösta problem i fysikalisk kemi, kärnkemi och teoretisk kemi
Fysikalisk kemi använder en del fysik för att förklara och studera kemiska fenomen.
Kärnkemi handlar om kemiska aspekter av radioaktivitet och andra fenomen som härrör ur atomkärnan såsom fission och fusion då grundämnen omvandlas till andra grundämnen.
Teoretisk kemi använder sig av främst hypotetiska modeller för att förklara eller förutsäga kemiska fenomen, som senare bekräftas eller avfärdas genom experimentering. Under senare år har störst fokus legat på kvantkemi, det vill säga användandet av kvantmekanik för att lösa problem inom kemin.
Det finns andra väldigt övergränsande fält inom kemi såsom astrokemi och geokemi vars olösta frågor också är listade nedanför.

### SAR-paradoxen
SAR-paradoxen hänvisar till det faktum att det inte är fallet att alla liknande molekyler har liknande aktiviteter.

### Framtidens energikällor
Kommer kemister att kunna lösa den enorma efterfrågan på energi som världens växande befolkning kräver? Vilken inriktning kommer att visa sig vara lösningen?

#### 1. Artificiell fotosyntes
Hur kan elektromagnetisk energi (fotoner) på bästa sätt bli omvandlad till kemisk energi?

#### 2. Transmutation
Kan vi omvandla radioaktivt avfall till nytt kärnbränsle?

#### 3. Biobränslen
Kan biobränslen ersätta fossila bränslen?

#### 4. Fusion
Kan fusion bli verklighet? Både kärnkemister och kärnfysiker jobbar just nu med att försöka tygla solens kraft.

### Amorfa strukturer
Hur fungerar övergången mellan en amorf struktur och vanliga fasta ämnens kristallstruktur?  Vilka fys-kemiska processer ligger bakom amorfa strukturers egenskaper?
Ett exempel är den fundamentala strukturen hos glas som liknar den man normalt finner hos vätskor, men ändå beter sig glas snarare som om det är i en fast form.

### Den molekylära strukturen hos vatten
Det är den vanligaste kemikalien på jordens yta, men det är förvånansvärt lite vi vet om dess faktiska natur.

#### 1. Dipoläritet
Hur många bindningar gör en vattenmolekyl med sina grannar?

#### 2. Mpemba-effekten
Vad är förklaringen till mpemba-effekten? Många förklaringar till detta paradoxala fenomen har föreslagits, men ännu har ingen förklaring kunnat ge en fullständig bild och blivit globalt erkänd.

#### 3. Densitet
Varför har vatten högst densitet vid 4 grader celsius?

#### 4. Tungt vatten
Hur mycket beter sig tungt vatten kemiskt annorlunda från vanligt vatten?

### Termokemiska fenomen
Överföring av värme mellan ett kemiskt system och dess omgivning under förändring av fas eller under en kemisk reaktion kallas termokemi. Detta fält inom kemi är bland de mest oförstådda, och även vissa till synes enkla fenomen saknar fortfarande tillräcklig förklaring.

#### 1. Expansion
Det är fortfarande okänt hur expansion egentligen sker hos många material.

#### 2. NH₄NO₃ (aq)
Vanligtvis när en jonförening löses i vatten genereras värme. Men ammoniumnitrat är ett undantag, och när den löses i vatten så sjunker temperaturen istället. Detta fenomen verkar motsäga flera termokemiska modeller. Ännu finns ingen tillfredsställande förklaring, och det är möjligt att okända kemiska bindningar kan vara inblandade.

#### 3. Den absoluta kemiska nollpunkten
Just hur nära den absoluta nollpunkten kan temperaturen vara och en kemisk reaktion ändå kunna ske?

### Förhållandet mellan atmosfärens kemiska sammansättning och klimatförändringar
Att koldioxid är en växthusgas har varit känt i flera decennier. Men modern forskning visar att man kanske har underskattat just hur effektivt gasen har höjt genomsnittstemperaturen på en kort tidsskala. Målet att världens klimat endast ska öka med 2 grader celsius ter sig alltmer mindre troligt.
De viktigaste ekosystemen på jorden är för närvarande föremål för mycket starka påtryckningar från klimatförändringar, och vad forskare fruktar är bland annat att andra mer potenta växthusgaser såsom metan kommer att frisättas då permafrosten smälter.
För att ta reda på hur klimatförändringarna kommer att påverka jordens vegetation, och hur dessa förändringar i sin tur kommer att påverka atmosfärens sammansättning, behöver fysikaliska kemister/kemiska fysiker integrera ekosystemmodeller med atmosfäriska modeller som visar vilka processer som sker på en molekylär nivå.

### Den kemiska sammansättningen hos jordens inre
Vad består jordens inre egentligen av? Studier av jordbävningsvågor kan ge information om det fysiska tillståndet hos jordens inre lager, men inte deras kemiska sammansättning. Människan har heller inte kunnat borra mer än cirka 12 kilometer ner i jordskorpan.
Geologer och geokemister har länge sett till meteoriters sammansättning och vanliga metaller hos dessa meteoriter är nickel och järn legerade tillsammans. Element tyngre än nickel och järn är också tillräckligt förekommande för att bilda en kropp med samma massa som hos den inre kärnan.
I slutet på 1970-talet och början på 1980-talet upptäcktes det att när jordbävningsvågor passerar från en region till en annan ändras hastigheten och riktningen, vilket kan bero på att de stöter på en region av en annan kemisk sammansättning eller en annan kristallstruktur.

### Intermolekylära krafter
Fysikaliska kemister strävar efter att skapa en modell för att förklara intermolekylära krafter som verkar på de fysikaliska egenskaper hos olika material, såsom plasticitet, draghållfasthet och ytspänning i vätskor. Men ännu så har man inte lyckats med detta på grund av den enorma komplexitet som återfinns hos molekylära system.

### Perfekta magneter
Olika legeringar av metaller såsom järn och neodym kan skapa otroligt starka magneter, men även om forskningen går framåt så är det ett mysterium varför det är en så fin balansgång gällande hur även små defekter i metallers kristaller kan få stora konsekvenser i effektivitet. Framsteg inom tillverkning av magneter har en direkt påverkan på hur effektiva förnyelsebara energikällor, såsom vindkraftverk eller vattenkraftverk, är på att generera elektrisk ström, då dessa magneter används i generatorer.

### Elektrokemiska reaktioner
Elektrokemister studerar reaktioner hos bl.a. elektrokemiska celler och membran för att t.ex. skapa mer effektiva batterier eller solpaneler. Vi saknar dock fortfarande kunskap om konduktivitet hos vissa material och hur man kan transportera större mängder elektroner i kemiska system.

### Bildandet av alkohol i rymden
Astronomer upptäckte ett moln av alkohol i vintergatan som mäter cirka 463 miljarder kilometer i diameter år 2006. Detta är ett förbryllande fynd, då man tidigare trott att det krävs organiska mekanismer för att bilda alkohol och inga kända organiska reaktioner kan ske i rymdens vakuum. Även andra moln av alkohol i rymden har upptäcks efteråt.
Ett par lösningar på mysteriet har föreslagits, såsom att kvantmekanik är inblandad. Men ännu har inget förslag bevisats korrekt.

### Molekylära moln
Molekylära moln som ibland kallas "stjärnornas barnkammare" (om stjärnbildning sker inom dem), är en typ av interstellärt moln vars täthet och storlek möjliggör bildandet av molekyler, oftast molekylär vätgas. Vi vet fortfarande mycket lite om hur dessa kemiska fenomen ger upphov till stjärnor, eller fasta kemiska ämnen.

### Fusion av tyngre element
En rad olika kärnreaktioner sker i stjärnornas inre, beroende på deras massa och sammansättning. Den totala massan av de fusionerade atomkärnorna är mindre än summan av deras beståndsdelar. Den förlorade massan omvandlas till energi enligt den berömda fysiska formeln E=mc².
I solen fusioneras väte till helium. Hos stjärnor i slutstadierna av sitt liv omvandlas helium till tyngre element såsom kol. I ännu tyngre stjärnor kan ytterligare tyngre grundämnen fusioneras.
För att bättre förstå oss på de tyngre grundämnenas spridning i universum, måste vi också lära oss mer om hur dessa fysiska och kemiska processer faktiskt sker inuti stjärnor.

### Gravitationens påverkan på kemiska reaktioner
Det behövs mer forskning om hur stor skillnad gravitationsmängden gör för atomers förmåga att kunna bilda molekyler. Vad gäller vissa reaktioner har man redan demonstrerat hur nettoreaktionen fortskrider mycket snabbare i närvaro av tyngdkraft än i tyngdlöst tillstånd. Vad för effekter på t.ex. hjärnans kemiska reaktioner kan ske hos astronauter som tillbringar långa perioder i tyngdlöst tillstånd?

### Fotokemiska reaktioner
Fotokemi är studerande av interaktioner mellan atomer, små molekyler och elektromagnetisk strålning (framför allt synligt ljus samt infraröd och ultraviolett strålning).
Det är t.ex. en fotokemisk reaktion som gör att ögat kan reagera på ljus och ger oss förmågan att se. Ett annat exempel är att de flesta laserstrålar som används i allt från industri till forskning, framställs genom en fotokemisk reaktion. Detta kemiska fenomen är också vad som gör växternas fotosyntes möjlig.
Det finns mycket vi dock inte känner till hos fotokemiska reaktioner, såsom hur fotoisomerisering av azobensen går till.

### Integration av foton-molekyler med vanliga molekyler
Forskare har lyckats binda samman fotoner till "molekyler" (ett tillstånd som liknar materia) av fotoner som tills nyligen varit rent hypotetiskt. Upptäckten strider mot årtionden av accepterad visdom om ljusets natur. Fotoner har länge beskrivits som masslösa partiklar som inte interagerar med varandra. Lyser två laserstrålar på varandra passerar de utan något som helst motstånd.
Foton-"molekyler" är dock en speciell typ av medium där fotoner interagerar med varandra så starkt att de börjar agera som om de har massa, detta trots att alla matematiska beräkningar visar att fotoner ska enligt alla relevanta modeller (relativitetsteori, kvantmekanik, kvantfältteori) sakna massa. Kan detta fenomen även bindas hos vanliga molekyler och därav ge oss en praktisk användning? Ett tänkbart användningsområde är att direkt förmedla information från kvantmekaniken till en kemisk komponent varefter vi kan läsa av informationen från ett makroskopiskt perspektiv.

### Solvatisering
Vi har fortfarande ingen möjlighet att exakt modellera processerna bakom solvatisering, och de flesta av våra beräkningar görs i orealistiska gasfas förhållanden.

### Metallernas mångfald
Det är ännu okänt varför metaller utgör den överväldigande majoriteten av alla kända grundämnen. Vad är det för kemiska principer som gynnar metalliska egenskaper hos grundämnena? Delokaliserade elektroner kan förklara egenskaper hos de flesta metaller, men inte ädelmetallerna, vars elektronskal är i ett relativt lågt energitillstånd.

### Det växande periodiska systemet
Är Feynmanium det sista grundämne som fysiskt kan existera? Eller kan det existera en oändlig mängd grundämnen?
- Ett kombinerat arbete av kärnkemister och kärnfysiker görs för att försöka framställa dessa nya "supertunga" grundämnen. Man vill bevisa att det finns en stabilitetsö där nuklider har halveringstider som kan vara i flera år, vilket gör det möjligt att isolera och väga dessa.
- Vilka är de kemiska konsekvenserna av att ha ett grundämne med atomnummer över 137, vars första elektron "måste" färdas snabbare än ljusets hastighet (enligt nuvarande matematisk modell).

### Kvantmekanikens roll i kemin
Kvantkemi är ett delområde inom den fysikaliska och teoretiska kemin som använder tillämpningen av kvantmekanik för att lösa olika kemiska problem. Några av de djupaste frågorna inom kemin kan få sitt svar från denna vetenskapliga disciplin, och fortfarande är matematiken bristfällig.

#### 1. Molekylär stabilitet
Varför är molekylära föreningar oftast stabila när vår makroskopiska värld till det mesta består av tomrum?

#### 2. Osäkerhetsprincipen
Vad innebär osäkerhetsprincipen för vår förmåga att kunna förutspå och tolka kemiska reaktioner?

#### 3. Kvantprickar
Varför börjar kvantprickar blinka (i ett mönster som tyder på fraktal kinetik) efter att ha absorberat fotoner?

#### 4. Joner
Till skillnad från den allmänna traditionella bilden av elektroner så "kretsar" de egentligen inte runt atomkärnan, utan existerar i ett sorts moln av flera möjliga positioner enligt osäkerhetsprincipen. Vad för konsekvenser har detta egentligen hos joner som, till skillnad från vanliga atomer, definieras av att ha mindre eller fler elektroner än protoner i sin kärna? 

#### 5. Simulering
Kan vi någonsin simulera alla potentiella kemiska reaktioner? Ett enormt problem inom kemin är att den klassiska mekaniken som rör flera eller större molekyler är mycket svår att sammanföra med kvantmekaniken som används till enskilda mindre molekyler.

#### 6. Första principer
Kan vi experimentellt testa kvantmekaniska förutsägelser om vibrationer och rotationer hos enkla molekyler? Eller till och med hos komplexa molekyler, t.ex. proteiner?

### Antimaterians kemiska principer
Bildar antiatomer molekyler i exakt samma uppsättning som vanliga atomer? Denna fråga kanske aldrig kan bli besvarad dock, då antimateria tillsammans med vanlig materia omvandlas till energi vid kontakt.

### Neutronium
Uttrycket "neutronium" bildades 1926 av Andreas von Antropoff för en formell form av materia bestående av neutroner utan protoner eller elektroner, som han placerade som det kemiska elementet av atomnummer noll i spetsen för hans nya version av periodiska systemet.
Även om termen inte används i den vetenskapliga litteraturen antingen för en kondenserad form av materia eller som ett element, har det rapporterats att förutom den fria neutronen kan det finnas två bundna former av neutroner utan protoner. Om neutron anses vara ett element, kan dessa neutronkluster anses vara isotoperna för det elementet. Dessa rapporter har dock inte dokumenterats ytterligare.
Även om det inte kallas "neutronium", listar Nuclear Data Center Nuclear Wallet Cards som sin första "isotop" ett "element" med symbolen n och atomnummeret Z = 0 och massnumret A = 1. Denna isotop beskrivs som förfallna till Element H med en halveringstid på 10,24 ± 0,02 min.

#### Mononeutron
En isolerad neutron genomgår beta-sönderfall med en genomsnittlig livslängd på cirka 15 minuter (halveringstiden på cirka 10 minuter) och blir en proton (vätekärnan), en elektron och en antineutrino.

#### Dineutron
Dinutronen, som innehåller två neutroner observerades otvetydigt i förfallet av beryllium-16, 2012 av forskare vid Michigan State University. Det är inte en bunden partikel, men har föreslagits som ett extremt kortlivat tillstånd producerat av kärnreaktioner som involverar tritium. Det har föreslagits att ha en övergående existens i kärnreaktioner som produceras av spiraler som resulterar i bildandet av en proton och en kärna som har samma atomnummer som målkärnan men ett massantal två enheter större. Det fanns bevis på att dinutronutsläpp från neutronrika isotoper, såsom beryllium-16, där mononutronförfall skulle resultera i en mindre stabil isotop. Dineutronhypotesen har använts i kärnreaktioner med exotiska kärnor under lång tid. Flera tillämpningar av dinutronen i kärnreaktioner finns i granskningshandlingar. Dess existens har visat sig vara relevant för kärnstruktur av exotiska kärnor. Ett system som består av endast två neutroner är inte bunden, fastän dragningen mellan dem är mycket nära nog för att göra dem så. Detta har några konsekvenser för nukleosyntes och överflöd av de kemiska elementen.

#### Trineutron
Ett trineutrontillstånd bestående av tre bundna neutroner har inte detekterats och förväntas inte existera ens under en kort tid.

#### Tetraneutron
En tetranutron är en hypotetisk partikel bestående av fyra bundna neutroner. Rapporter om dess existens har inte replikerats. Om det bekräftas skulle det kräva en revidering av nuvarande kärntekniska modeller.

#### Pentanutron
Beräkningar indikerar att det hypotetiska pentanutronstaten, bestående av ett kluster av fem neutroner, inte skulle bindas.

## Andra hypotetiska frågor
OBS: Denna lista består av frågeställningar eller idéer inom de olika grenarna av kemi som ännu inte har undersökts eller testats praktiskt och endast vilar på hypotetiska grunder.

### Mörk kemi
Mörk materia har förbryllat fysiker ända sedan dess upptäckt då den inte verkar integrera med vanlig materia på något välkänt vis. Trots att ytterst lite är känt om dess fysiska egenskaper, så har teoretiska kemister redan börjat räkna på dess möjliga kemiska egenskaper.
Den mörka materian kan bestå tunga mörka protoner och lätta mörka elektroner. De skulle kunna integrera genom en slags mörk elektromagnetism. På många sätt likt hur vanliga protoner och elektroner samverkar genom konventionell elektromagnetism för att bygga atomer. Om mörka atomer är möjliga, kan de reagera med varandra genom mörk kemi.

### Den oändliga molekylkedjan
Vissa polymer hos plaster, och vissa biomolekyler kan vara förvånansvärt långa. En vanlig kromosom hos en människa t.ex. består i genomsnitt av en cirka 1.7 till 8.5 cm lång DNA-sträng (beroende på vilken kromosom man mäter). Just hur lång kan en molekylkedja bli? Finns det någon gräns egentligen? Skulle en molekylkedja vid en viss längd möjligtvis börja uppvisa relativistiska egenskaper? Eller kanske kollapsa under sin egen massa?

### Kemikaliers potentiella mångfald
Flera framstående kemister har ända sedan kemins början försökt räkna ut alla möjliga slags molekyler, jonföreningar och legeringar som kan existera i enlighet med kända grundläggande kemiska lagar. Bara vad gäller organiska molekyler i mycket liten storlek så har amerikanska kemister lyckats räkna fram en siffra på över 166 miljarder möjliga föreningar i en studie som publicerats av American Chemical Society år 2012. Denna siffra är dock bara en hypotes och kan tack vare flera faktorer i själva verket vara mycket högre.
Om man också ska räkna större föreningar upp till en molekylärvikt på högst 500 unit, så är den bästa gissningen för antalet rimliga föreningar cirka 10⁶⁰. Det är ett tal som i jämförelse inte är långt ifrån summan av vanlig materia i hela observerbara universum, som är mellan 10⁷⁸ och 10⁸², räknat per atom.
Frågan om just hur många potentiella kemiska föreningar som möjligtvis kan existera försvåras också av flera faktorer såsom att vi ännu inte känner till alla kemiska lagar, bindningar eller krafter och kanske aldrig kommer att göra det heller. Vi känner heller inte till när det periodiska systemet egentligen slutar eller om det ens har ett slut då nya grundämnen kontinuerligt skapas på konstgjord väg.
Dessutom finns det exotiska varianter av materia som också måste tas med i beräkningen. Muonium är en typ av atom där en eller flera elektroner är utbytt mot en eller flera muoner, vilket kan ge nya kemiska egenskaper. Även antimaterians kemiska egenskaper är till stor del okänd och kan visa sig annorlunda. Mörk materia är ännu ett mysterium för forskare, men det är möjligt att denna osynliga materia kan bilda föreningar med sig självt på liknande vis som vanlig materia.